# Esschius
Nicolaas (ou Klaas, Claes) Van Essche (ou Van Essch), ou encore Esschius, dans sa forme latinisée (Oisterwijk près de Tilburg, 1507 – Diest, 19 juin 1578), était un ecclésiastique et érudit néerlandais. Partisan de la dévotion moderne inspirée de Jean de Ruisbroek, il tenta d’imposer une règle plus stricte dans les béguinages de Diest, dont il eut la tutelle, et d’Oisterwijk. Il rédigea plusieurs ouvrages et fut aussi l’éditeur et préfacier de textes de la mystique Virgo Anonyma.

## Biographie
Né en 1507 à Oisterwijk (près de Tilburg) d’un père fabricant et négociant en laines, Claes van Essche fit d’abord ses humanités au couvent des dominicains de Bois-le-Duc, puis, en 1526, s’en fut étudier la philosophie, la théologie et le droit canonique à l’université de Louvain. Ordonné prêtre en 1532, c’est à Diest qu’il célébra sa première messe. Il gagna ensuite Cologne, d’abord pour s’y consacrer à l’éducation des étudiants d’un petit internat, parmi lesquels Pierre Canisius et Laurent Surius, et plus tard pour enseigner le droit et la philosophie au collège Montaner Burse. Il entretint d’étroits contacts avec les chartreux du couvent colonais Sainte-Barbe, lesquels avaient conclu une alliance sacrée avec Ignace. Ayant noué de fortes amitiés au couvent, notamment avec Johannes Justus Lanspergius et Gérard Kalckbrenner, il manifesta le désir d’y entrer, mais sa santé précaire s’y opposa ; néanmoins, en 1538, il se vit attribuer une cellule, à titre de prébendaire, afin de pouvoir y mener une vie solitaire et contemplative, tout en poursuivant des études de droit à l’université de Cologne. 

### Réforme des béguinages
Fin 1538, il fut nommé recteur du Val-Sainte-Catherine (en néerl. Sint-Catharinadal), l’ancien grand béguinage de Diest. Van Esch, influencé par la dévotion moderne et par Ruusbroec, aspirait à une pratique sincère et personnelle de la foi, exempte de toute ostentation, privilégiant le détachement, la dévotion et la prière, et l’adoration du saint Esprit. 
Au moment où Esschius accepta sa nouvelle charge, la vie quotidienne au béguinage apparaissait régie surtout par des préoccupations temporelles : les béguines en effet avaient pris l’habitude de s’adonner à divers commerces, d’entretenir de nombreux contacts avec des profanes de l’extérieur, et de s’absenter du béguinage à de multiples occasions ; ce que voyant, le nouveau curé Van Essche décida d’y mettre bon ordre en instaurant de nouveaux statuts et en procédant à des réformes. L’habit des béguines serait désormais noir au lieu de gris, comme signe de pénitence et d’amendement ; les contacts entre béguines et citadins seraient autant que possible restreints ; et des limites strictes seraient mises désormais aux activités lucratives. Les béguines autant que le voisinage, se sentant lésés par ces mesures, protestèrent et firent si bien qu’Esschius remit sa démission et s’en retourna à Cologne. 
En 1539, revenu dans son village natal d’Oisterwijk, il s’établit comme disciple et adepte dans le Maagdenhuis Bethlehem (demeure de femmes pieuses), auquel il fit don d’une nouvelle maison avec cour. Il leur prescrit la même règle que celle qu’il avait élaborée à l’intention des béguines diestoises. Cependant, cette même année, il fut réintégré dans sa fonction de curé du béguinage à Diest, et remplit cet office jusqu’à sa mort. Une nouvelle fois, les réformes que Van Essch se proposait de mener conduisirent les béguines (qu’il incitait d’ailleurs à entrer dans un couvent) ainsi que les riverains du béguinage à protester, jusqu’à porter l’affaire devant le tribunal des échevins ; la nature des accusations proférées contre Esschius nécessita un recours à l’Inquisition, laquelle du reste l’acquitta de toute faute en 1548. Par ailleurs, Granvelle, archevêque de Malines, le nomma doyen d’une quarantaine de paroisses en 1569. Il mourut de la peste le 19 juin 1578 et fut inhumé en avant du maître-autel dans l’église du béguinage à Diest.

## Ouvrages
Ouvrages principaux
- Introductio in vitam introversam, édition en latin de Templum animae de Virgo Anonyma (supposée être une suite de De Evangelische Peerle, du même auteur, dont Van Essch avait préparé et préfacé la 4e édition en 1542), avec avant-propos de Van Essche, Anvers 1563
- Exercitia theologiae mysticae, seu exercitia quaedam pia, quae compendio hominem ad vitam perfectam instituendam juvare possunt, Anvers 1563.